# Liancheng (socken i Kina, Henan)
Liancheng (kinesiska: 练城, 练城乡) är en socken i Kina. Den ligger i provinsen Henan, i den centrala delen av landet, omkring 93 kilometer sydost om provinshuvudstaden Zhengzhou. Antalet invånare är 40 885. Befolkningen består av 19 932 kvinnor och 20 953 män. Barn under 15 år utgör 22,0 %, vuxna 15-64 år 68 %, och äldre över 65 år 8,0 %.
Genomsnittlig årsnederbörd är 833 millimeter. Den regnigaste månaden är juli, med i genomsnitt 193 mm nederbörd, och den torraste är januari, med 4 mm nederbörd.